# コダマ (薬局)

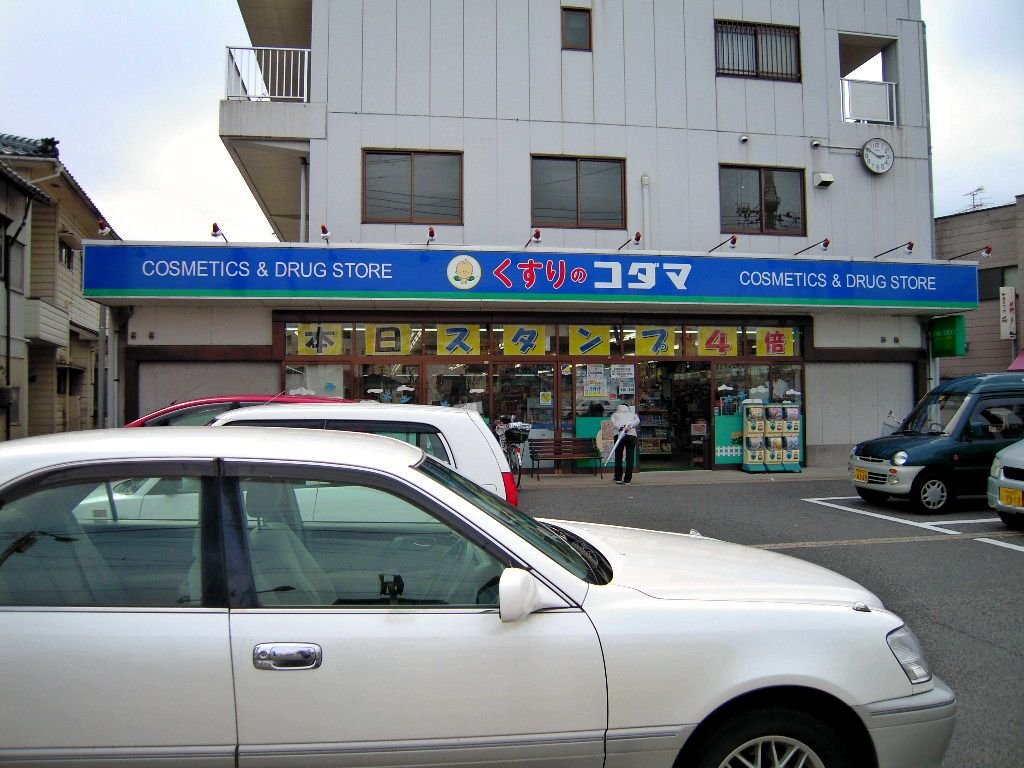
店舗例：くすりのコダマ五泉店
※2019年2月時点で「くすりのコダマ」のままで営業されている店舗の一つ

クスリのコダマ（もしくはくすりのコダマ）は、ココカラファインヘルスケアが新潟県に展開しているドラッグストアおよび薬局の店舗ブランドの一つである。
2013年（平成25年）9月30日までは新潟市西区に本社を置いていたココカラファイン子会社の株式会社コダマ（英: KODAMA Co.ltd.）が運営を行っていたが、翌10月1日付でココカラファインヘルスケアに吸収合併され、運営が継承されている。

## 概要
前身のコダマは、古くから新潟市を中心に薬局を運営。1990年代にドラッグストア事業に本格的に乗り出し、県外への進出を進めていた。
2012年11月1日に「セイジョー」や「ドラッグセガミ」などを傘下に持つココカラファインの子会社となったのに伴い、スタンプ押印式の「友の会クラブカード」は2013年6月30日をもって新規発行並びにスタンプ押印を終了し、同年7月1日より、グループ会社のココカラファインヘルスケアと同じ「ココカラクラブカード」へ移行された。この「ココカラクラブカード」はココカラファインヘルスケアが運営する他の屋号の店舗との相互利用が可能である。
同年10月1日付で株式会社ココカラファインヘルスケアに吸収合併され、法人組織としての「コダマ」は解散したが、引き続き店舗ブランドの一つとして存続されており、ドラッグストア「クスリのコダマ」・「くすりのコダマ」、調剤薬局の「コダマ調剤薬局」を合わせ、新潟県に20店舗（うち1店舗は「コダマ調剤薬局」）を出店している（2022年5月時点）。
なお、旧コダマの営業地域で合併以降に新規出店した店舗ではブランド名に「コダマ」を使用せず「ココカラファイン」を採用しているのに加え、移転・改装を実施した既存店舗のブランドも「ココカラファイン」「ココカラファイン薬局」への屋号変更が進められている。この一連のブランド変更に伴って、2014年1月時点で新潟県73店舗、宮城県2店舗、福島県2店舗、長野県1店舗の計78店舗が残存していた「コダマ」「コダマ調剤薬局」の店舗は徐々に減少している。またココカラファインヘルスケアの新潟県内での広報活動においては、両ブランドを併記した「ココカラファイン・クスリのコダマ」の表記が用いられている。なお、かつて「コダマ」の店舗ブランドで出店していた宮城県、福島県、長野県の店舗は閉店または「ココカラファイン」へ屋号変更されている（長野県においては同じココカラファイン系列の「セイジョー」の店舗が存在していたが、2019年2月時点で「ココカラファイン」へ統一されている）。

## 沿革
- 1869年 - 児玉新太郎が新潟県西蒲原郡黒埼村大字大野（現在の新潟市西区大野町）で「児玉薬局」を創業。
創業地にはのちにコダマ本社・統括本部が置かれた。合併後の組織改編に伴いココカラファインヘルスケア信越事務所となり、隣接地にはくすりのコダマ大野店が出店している。
- 1960年8月 - 有限会社に改組し、有限会社児玉薬局を創業（資本金100万円）。
- 1973年7月 - 本社・大野店の社屋を鉄筋3階建に改築。
- 1975年 - 支店1号店の本町店を新潟市本町通（現在の中央区）に開店するなど、1985年までに支店を30店舗開設。
- 1985年10月 - 資本金を1000万円に増資。
- 1987年12月 - 資本金を2000万円に増資。
- 1988年11月 - 株式会社に改組し、株式会社コダマを設立（資本金2000万円）。
- 1989年 - 1月に資本金を3000万円に増資。仙台支店を開設し宮城県に進出。3月には関連企業として、株式会社タマ商事を設立。
- 1991年11月 - 資本金を4000万円に増資。
- 1999年 - 福島支店を開設し福島県に進出。7月に資本金を7000万円に増資。
- 2000年 - イメージキャラクター「アブブ」誕生。8月に資本金を9000万円に増資。
- 2001年6月 - 新潟市北場（現在の西区）のトナミ運輸新潟支店内にコダマ流通センターを開設し、同社子会社の新潟トナミ運輸に倉庫業務の一部委託を開始。
- 2004年 - 「アブブ」の妹として、イメージキャラクター「ラブブ」誕生。
- 2012年11月1日 - 株式会社ココカラファインの子会社となる[1]。
- 2013年4月30日 - 山形県西置賜郡小国町に「ココカラファイン小国店」をオープン。同県初のココカラファイングループの店舗で、且つコダマが運営する店舗として初の「ココカラファイン」ブランドの店舗となった。
- 2013年7月1日 - 「ココカラクラブカード」の発行を開始。それに伴い6月30日を以って「くすりのコダマ 友の会カード」の新規発行およびスタンプ押印を終了。
- 2013年10月1日 - 株式会社ココカラファインヘルスケアが、株式会社コダマと有限会社くすりのえびなを吸収合併し、両社とも解散[2]。「コダマ」は引き続き店舗ブランドとして存続。
- 2013年11月12日 - 新潟市東区に「ココカラファイン山の下店」をオープン。旧コダマの営業地域では吸収合併後初の新規出店。